# Birmingham Zoo
Koordinaten: 33° 29′ 12,9″ N, 86° 46′ 45,4″ W
Der Birmingham Zoo ist ein 1950 gegründeter zoologischer Garten in Birmingham im US-Bundesstaat Alabama. Eröffnet wurde er im Jahre 1955; erste Attraktion war eine Affeninsel. Noch im gleichen Jahr erhielt der Zoo zwei Elefanten.
Der Zoo ist 49 Hektar groß und besitzt ca. 550 Tiere aus 180 Arten, darunter viele vom Aussterben bedrohte Tiere. Der Zoo wird seit 1999 von einer privaten Non-Profit-Organisation unterhalten, die sich vor allem auf Zuchtprogramme konzentriert. Er liegt, zusammen mit den Birmingham Botanical Gardens, im Lane Park, einem 90 Hektar großen Gelände.